# Jagdschloss Gaaden

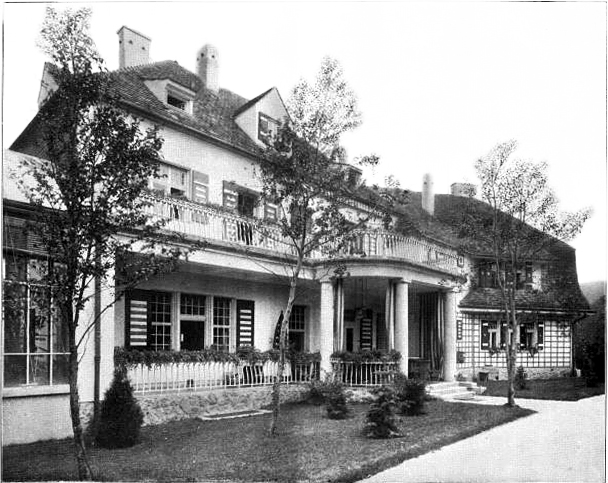
Jagdschloss Gaaden nach Plänen von Emanuel von Seidl

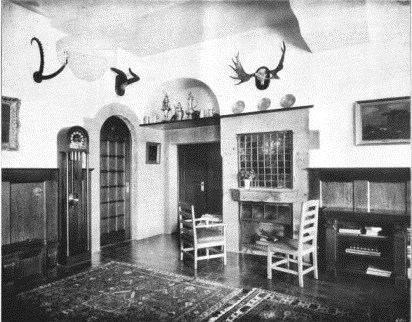
Halle mit Kamin

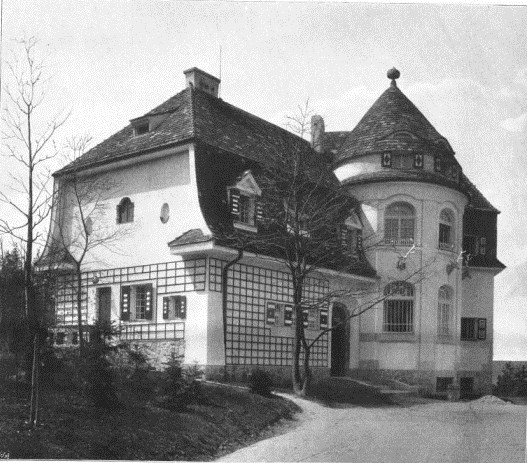
Jagdschloss – Außenansicht

Das Jagdschloss Gaaden liegt im nördlichen Teil eines 360 Hektar großen Jagdreviers südlich der Gemeinde Gaaden im Wienerwald.

## Geschichte
Um 1910 ließ Karl von Škoda das klassizistische Jagdschloss nach Plänen des Münchner Architekten Emanuel von Seidl errichten.
Nachdem Karl von Škoda im Jahr 1929 verstorben war, mietete sich Anfang der 1930er Jahre der belgische Legationssekretär, Baron Joseph van der Elst im Škodaschloss ein.

### Verkauf des Schlosses an Ferdinand Pölzl
Im Jahr 1941 veräußerte Emil von Škoda die Liegenschaft an die Wiener Unternehmerfamilie Pölzl.

### Beschlagnahmung durch die Sowjets
Mit Kriegsende beschlagnahmten die sowjetischen Besatzungstruppen das leerstehende Schloss sowie die dazugehörenden Gebäude und Grundstücke und übertrugen die Verfügungsberechtigung an den von ihnen eingesetzten Ortsvorsteher.

### Schloss Gaaden als Ferienheim
In den Nachkriegsjahren fand das Jagdschloss unter der Leitung von Moritz Fels-Margulies als Kinderheim Verwendung.  Dazu wurde mit dem verfügungsberechtigten Vertreter der Stadt Wien ein Mietvertrag geschlossen, der monatliche Mietzins betrug 200 Schilling. In den Jahren 1948 bis 1955 verbrachten mehr als 1000 Kinder die Sommermonate auf Schloss Gaaden. Genutzt wurde die Anlage in diesen Jahren auch von tausenden Erwachsenen zur Erholung.
"Kinderaktionen hatten damals einen hohen sozialen Stellenwert, galt es doch, den in der Regel unterernährten Nachwuchs durch gutes Essen wieder zu Kräften zu bringen. Der ganze Stolz der betreuenden Organisationen äußerte sich darin, die Kinder nach dem Erholungsaufenthalt mit mehreren Kilo Gewichtszunahme den Eltern wieder übergeben zu können. Dementsprechend stand auch in Gaaden das Vorsetzen reichlicher Mahlzeiten im Mittelpunkt."
„Fast jeden Tag gab es Mehlspeisen, Obst, Schokolade, Honigbrote, und am Sonntag […] Schnitzel, Pommes frites, Obst, feine Mehlspeisen (oft sogar von Demel) und Schokolade.“
"Das Skoda-Schloss war nicht nur ein architektonisch bemerkenswertes und sehr schönes Beispiel des Villenbaustils der 1920er Jahre, sondern lag auch inmitten eines großen Grundstücks mit Wiesen, Obstgärten, einem Wald mit Silbertannen, einem Badeteich und Spielplätzen. Da der Herr Baron Skoda überdies einen eleganten Wintergarten errichten ließ, konnte auch bei Schlechtwetter das bei Kindern dann schnell aufkommende Fadisieren verhindert werden."

### Rückgabe an Ferdinand Pölzl 1955

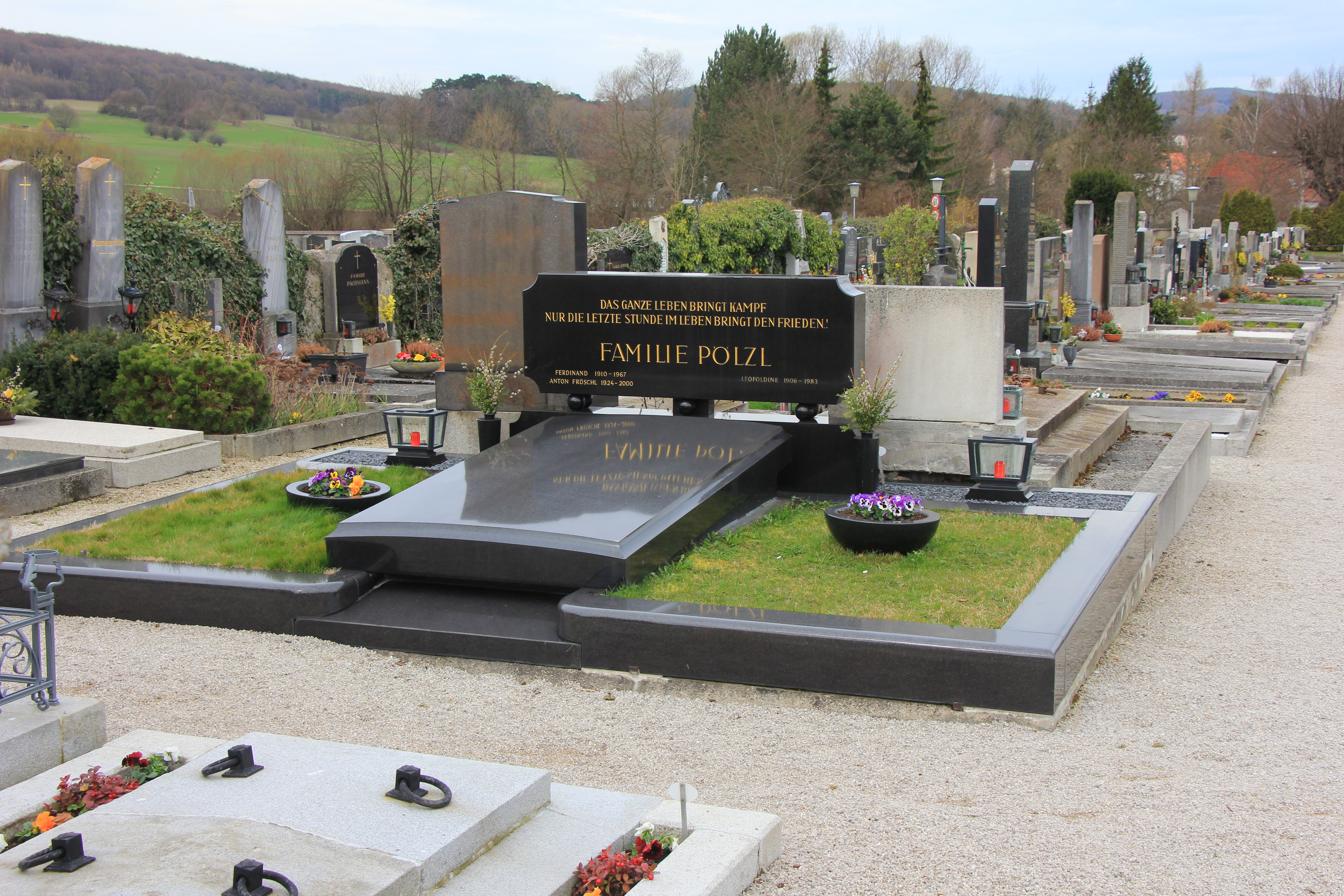
Grab der Familie Pölzl am Gaadner Friedhof

Nach Abschluss des Staatsvertrages 1955 ging die Liegenschaft wieder in das Eigentum der Familie Pölzl zurück. In diesem Zusammenhang wurden von Ferdinand Pölzl, Herrn Rudolf Hautmann (Präsident der Kulturvereinigung der Polizeibediensteten), Moritz Fels-Margulies und Margarete Reinelt (Generalsekretärin in der Kulturvereinigung der Polizeibediensteten) am 6. und am 22. Juni 1955 zwei Übergabeprotokolle unterzeichnet.
Die Familie Pölzl hatte in den 1930er Jahren in Wien ein Unternehmen zur Herstellung technischer Präzisionsartikel gegründet – nach der Zerstörung der beiden Betriebe in Favoriten und Inzersdorf während der letzten Kriegswochen war die Firma Pölzl mit dem Vertrieb von Wälzlagern gestartet. 1949 begann die Firma Pölzl mit der Erzeugung von Wälzlagern im 3. Wiener Gemeindebezirk. Ende 1951 beschäftigte das Unternehmen mit dem Namen AKF – Allgemeine Kugellagerfabrik Ges.m.b.H. bereits 200 Personen.
Auf Empfehlung öffentlicher Stellen kaufte die „Allgemeine Kugellagerfabrik Ges.m.b.H.“ 1956 den unter öffentlicher Verwaltung stehenden Betrieb „Globus Waldgatter“ in Berndorf. Grundlage für den Ankauf war die Tatsache, dass in diesem Betrieb Schmiedefachleute beschäftigt waren, sowie die Zusage, dass in diesem Gebiet ein unbegrenztes Arbeitskräftereservoir vorhanden wäre.
Ferdinand Pölzl hatte den ehrgeizigen Plan, aus dem rückständigen USIA-Betrieb die modernste Produktionsstätte für Kugellager in Europa zu machen. Im Juli 1957 liefen die Umbau- und Renovierungsarbeiten an. Am 18. September 1967 starb Ferdinand Pölzl, und mit ihm ging die führende Kraft des Unternehmens verloren. Seine Frau und sein Bruder hatten kein Interesse an der Weiterführung des Unternehmens. Die „AKF“ wurde von der Familie Pölzl an die Firma „Kugelfischer Georg Schäfer & Co. in Schweinfurt“ verkauft, zu der schon seit Jahren gute Geschäftsbeziehungen und ein enger, freundschaftlicher Kontakt bestehen. AKF wurde somit zur 100%igen Tochter der Firma Kugelfischer und damit Mitglied eines weltweiten Konzerns.

### Nutzungsvereinbarung mit der Stadt Wien
Am 21. Dezember 1956 wurde zwischen dem Eigentümern der Liegenschaft und der Stadt Wien eine Vereinbarung geschlossen, die den Eigentümer zu „der Unterlassung jeder Verwendung als für forst- und jagdwirtschaftliche Zwecke“ verpflichtet.

### Umbau
Die während des Zweiten Krieges Weltkrieges teilweise zerstörten Gebäude des Anwesens wurden in den Jahren 1960–65 umgebaut.

### Neuer Eigentümer
Die Liegenschaft wurde von Anton Fröschl, einem leitenden Angestellten der Allgemeinen Kugellagerfabrik Ges.m.b.H., erworben und im Jahr 1996 mittels Schenkungsurkunde auf Thomas Fröschl, den aktuellen Eigentümer, übertragen.

## Architektur
Nachdem sich die Liegenschaft in Privatbesitz befindet und nicht öffentlich zugängig ist, wird hier auf eine Beschreibung aus dem Jahr 1911 zurückgegriffen:

### Hauptgebäude
„Bei dem Jagdschlosse Skoda handelt es sich um einen Bau, der von vornherein wohl einen repräsentativen, aber keinen städtischen Charakter tragen durfte. Eine Aufgabe, die dem Künstler insoferne sehr gelegen war, als seine innige Liebe zur Natur und seine Gabe, das Haus mit der Natur in feinen Übergängen zu verbinden, sich dabei frei entfalten konnten. Das Schloss liegt auf einer sehr günstig gestalteten Anhöhe. Die Himmelsrichtungen und die Ausblicke waren die ersten Momente, die den Grundriß bestimmten und belebten. Die Art, wie in der Terrassenansicht von unten die blumen-geschmückte Treppe den Garten mit dem Haus verbindet, wird man als außerordentlich künstlerisch und feinfühlig anerkennen. Die große Gartenansicht zeigt den Geschmack, mit dem niedere Motive (gedeckte Terrasse) vor die hohen (die Hausmauer) gestellt sind, möglichst frei und zwanglos die strenge senkrechte Fläche der Außenwand mit dem Naturleben im Garten verschmelzend.“

### Nebengebäude
„Welche Sorgfalt (...) den sonstigen zum Schlosse gehörenden Gebäuden geschenkt ist, möge aus der Parkeinfahrt und dem entzückenden Försterhause entnommen werden. In der Art, wie bei letzterem beispielsweise das längliche achteckige Fenster in der Giebelfläche sitzt, waltet ein feines architektonisches Empfinden, ebenso in der Betonung des Eingangs mit Treppe und Tür.“

### Toranlage Einfahrt
Die Toranlage wurde Anfang der 1960er Jahre errichtet. Die Toranlage wird gesäumt von verschiedenen Statuen (Allegorien der Jahreszeiten Frühling und Sommer), in der Einfahrt an der Siegenfelder Straße befindet sich eine Statue der Heiligen Katharina aus dem 18. Jahrhundert.

## Jagd
Die rund 360 Hektar große eingefriedete Liegenschaft wird aktuell von der Forst- und Revierverwaltung „Gut Waldhof“ verwaltet und verfügt nach eigenen Angaben über einen ausgezeichneten Bestand an Schwarz-, Rot-, Reh- und Damwild. Alle Hochstände sind mit dem Jagdwagen über Forststraßen erreichbar.
Auf dem Grundstück befindet sich der Tennberg (auch: Tenneberg) mit einer Höhe von 473 m ü. A.
Das Gelände ist seit 2002 ein forstliches Sperrgebiet und somit öffentlich nicht zugänglich.